# Leptokwarki
Leptokwarki (LQ) – hipotetyczne cząstki, które miałyby oddziaływać z kwarkami i leptonami. Leptokwarki to bozony barwne trypletowe, które przenoszą zarówno liczbę leptonową, jak i barionową. Ich inne liczby kwantowe, takie jak spin (ułamkowy) ładunek elektryczny i słaby izospin, różnią się w zależności od teorii. Leptokwarki spotykane są w różnych rozszerzeniach modelu standardowego, takich jak teorie technikoloru, teorie unifikacji kwark-lepton (np. model Pati-Salama), czy GUT oparte na SU(5), SO(10), E6 itp. Leptokwarki są obecnie poszukiwane w eksperymentach ATLAS i CMS w Wielkim Zderzaczu Hadronów w CERN.
W marcu 2021 r. pojawiły się doniesienia wskazujące na możliwe istnienie leptokwarków jako nieoczekiwanej różnicy w sposobie rozpadu kwarków pięknych, tworząc elektrony lub miony. Pomiaru dokonano przy istotności statystycznej 3,1σ, czyli znacznie poniżej poziomu 5σ, który zwykle uważany jest za odkrycie.

## Informacje ogólne
Leptokwarki, jeśli istnieją, muszą być cięższe niż wszystkie znane obecnie cząstki elementarne, w przeciwnym razie zostałyby już odkryte. Obecne eksperymentalne dolne limity masy LQ (w zależności od ich rodzaju) wynoszą około 1 TeV/c² (tj. około 1000 razy więcej niż masa protonu). Z definicji leptokwarki rozpadają się bezpośrednio na kwark i lepton lub antylepton. Jak większość innych cząstek elementarnych żyją one bardzo krótko i nie występują w zwykłej materii. Mogą jednak powstawać w zderzeniach cząstek o wysokiej energii, takich jak zderzacze cząstek lub z promieniowania kosmicznego uderzającego w atmosferę ziemską. Podobnie jak kwarki, leptokwarki muszą posiadać ładunek kolorowy, a zatem muszą również oddziaływać z gluonami. To ich oddziaływanie silne jest ważne dla ich wytwarzania w zderzaczach hadronów (takich jak Tevatron lub LHC).

## Uproszczona klasyfikacja według ładunku elektrycznego
Można założyć istnienie kilku rodzajów leptokwarków w zależności od ich ładunku elektrycznego:
- Q = 5⁄3: Taki LQ rozpada się na kwarki typu górnego (wysoki, powabny, górny) i naładowane antyleptony (e+, μ+, τ+).
- Q = 2⁄3: LQ rozpada się na kwarki typu górnego i neutrina (lub antyneutrina) i/lub na kwarki typu dolnego (niski, dziwny, dolny) i naładowane antyleptony.
- Q = -1⁄3: LQ rozpada się na kwarki typu dolnego i (anty)neutrina i/lub na kwark typu górnego i naładowany lepton.
- Q = -4⁄3: LQ rozpada się na kwarki typu dolnego i naładowane leptony.

Jeśli istnieje LQ o danym ładunku, to musi istnieć również jej antycząstka o przeciwnym ładunku, która rozpadłaby się na stany sprzężone do wymienionych powyżej.
Leptokwark o danym ładunku elektrycznym może w ogólności oddziaływać z dowolną kombinacją leptonu i kwarka o danym ładunku elektrycznym (co daje do 3×3=9 różnych oddziaływań dla jednego typu LQ). Jednak badania eksperymentalne zwykle zakładają, że tylko jedno z tych oddziaływań jest możliwe. Przykładowo, leptokwark o ładunku 2/3, rozpadający się na pozyton i kwark d, nazywany jest „LQ pierwszej generacji”, leptokwark rozpadający się na kwark s i antymion to „LQ drugiej generacji” itd. Niestety większość teorii nie daje podstaw teoretycznych, aby wierzyć, że LQ mają tylko jedną interakcję oraz że generacja kwarka i leptonu jest taka sama.

## Leptokwarki i rozpad protonów
Istnienie czystych leptokwarków nie naruszałoby zasady zachowania liczby barionowej. Jednak niektóre teorie dopuszczają (lub nawet wymagają), aby leptokwark miał również wierzchołek interakcji dikwarkowej. Przykładowo, naładowany leptokwark Q = ⅔ mógłby również rozpadać się na dwa antykwarki typu d. Istnienie takiego leptokwarka-dikwarku spowodowałoby rozpad protonów. Obecne ograniczenia czasu życia protonów są mocnymi wyzwaniami dla istnienia tych leptokwarków-dikwarków. Zagadnienia te pojawiają się w teoriach wielkiej unifikacji, na przykład w modelu Georgi-Glashow SU(5) nazywane są bozonami X i Y.

## Badania eksperymentalne
W 1997 r. nadmiar zdarzeń w akceleratorze HERA wywołał poruszenie w środowisku fizyków cząstek elementarnych, ponieważ jednym z możliwych wyjaśnień nadmiaru był udział w nim leptokwarków. Jednak późniejsze badania przeprowadzone zarówno w HERA, jak i w Tevatronie, z większymi próbkami danych wykluczyły tę możliwość dla mas leptokwarka do około 275-325 GeV. Poszukiwano również i nie znaleziono leptokwarków drugiej generacji.
Obecne najlepsze limity dla leptokwarków są ustalane przez LHC, które poszukiwało leptokwarków pierwszej, drugiej i trzeciej generacji oraz niektórych leptokwarków mieszanej generacji i podniosło dolny limit masy do około 1 TeV. W celu udowodnienia istnienia leptokwarków sprzężonych z neutrinem i kwarkiem, brakująca energia w zderzeniach cząstek przypisywana neutrinom musiałaby być nadmiernie energetyczna. Jest prawdopodobne, że powstanie leptokwarków naśladuje powstanie kwarków masywnych.
W przypadku leptokwarków sprzężonych z elektronami oraz kwarkami górnymi i dolnymi najlepsze granice wyznaczają eksperymenty z naruszeniem parzystości atomowej i rozpraszaniem elektronów naruszającym parzystość. Projekt LHeC polegający na dodaniu pierścienia elektronowego, w celu zderzenia pęczków z istniejącym pierścieniem protonowym LHC, jest proponowany jako projekt poszukiwania leptokwarków wyższej generacji.